# José de San Martín (Chubut)
José de San Martín ist die Hauptstadt des Departamento Tehuelches in der Provinz Chubut im südlichen Argentinien. In der Klassifikation der Gemeinden in der Provinz Chubut gehört sie zu den Gemeinden der 2. Kategorie.